# ヘヴンズ・バーニング
『ヘヴンズ・バーニング』 (Heaven's Burning) は、クレイグ・ラヒフ (Craig Lahiff) 監督、ルイス・ノーラ (Louis Nowra) 脚本による、1997年制作のオーストラリア映画。
日本人の花嫁がオーストラリアで姿をくらますという導入部は、1992年のオーストラリア花嫁失踪騒ぎに着想を得たものとされる。

## あらすじ
ミドリ・タカダ（工藤夕貴）は、結婚したばかりの夫ユキオ（磯村健治）とシドニーに到着した。ミドリは、この結婚は間違いだと考えており、この新婚旅行を利用し、ホテルから脱出して姿をくらまそうとしていた。ミドリは銀行へ出かけるが、たまたまそこで銀行強盗に出くわしてしまう。
コリン・オブライエン（ラッセル・クロウ）は、手練の逃走屋。銀行強盗を計画するアフガニスタン系オーストラリア人の一家に雇われていた。襲撃の最中に、強盗団のひとりが銀行の防犯扉に挟まれてしまい止むを得ず射殺し、強盗団はミドリを人質にとって逃走する。
市街地から離れた荒れ地で、強盗団は人質を処分することを決める。ミドリがそのまま殺されるのを見かねたコリンは、強盗団のひとり弟を殺し、残った兄のマフード (ロバート・マモーネ) に撃つぞと脅しミドリと逃走する。コリンは父親キャム（レイ・バレット）の農場へ向かおうとする。ミドリは計画通りに姿をくらます好機と見て、コリンと行動を共にし、逃避行の中で2人は絆を強める。
マフードは家に戻り、兄弟たちが殺されたことを知る。父親ブルジャン（ペトル・ゲオルグル）は復讐を誓い、コリンとミドリを追跡する。一家を監視していた警察もコリンの行方を追う。
ユキオは新妻ミドリが事件に巻き込まれたことを聞かされるが、彼女が自分の許から去ったことは解っていた。誇りを傷つけられたユキオもまた、ミドリへの意趣返しのために追跡を始める。
こうして、ストーリーはロードムービー的展開となり、程なくして恋人同士になりそうな2人が、ニューサウスウェールズ州を横断して逃避行を続けるのを、警察、ユキオ、強盗団一家が、それぞれの目的をもって追いかけるという展開になる。

## キャスト
括弧内はVHS版の日本語吹替 ※日本ではDVD未発売。
- コリン・オブライエン - ラッセル・クロウ（森田順平）
- ミドリ・タカダ - 工藤夕貴（小島幸子）
- ユキオ・タカダ - 磯村健治（浜田賢二）
- キャム・オブライエン - レイ・バレット（中庸助）
- マフード - ロバート・マモーネ
- ブルジャン - ペトル・ゲオルグル（楠見尚己）
- ジョナ - コリン・ヘイ（秋元羊介）

## 反響
この映画は、オーストラリアでは一部の映画館に限られた公開となったが、55,780ドルを稼ぎ出した。
映画評はまちまちで、『バラエティ (Variety)』誌のデイヴィッド・ストラットン (David Stratton) は、好意的な評を述べ、この映画を「an energetic road movie that keeps careening off in unexpected directions」。 Movie-vault.com のサイトでは、10点満点で5点と評価し、「アクション/ドラマ」映画としてみても、大したアクションはなく、ドラマもないとコメントしている。 『Time Out』誌の映画評は、この映画は話が動き始めるまで少々時間がかかり、筋書きや演技にもあらはあるが、監督は「アクションと人情劇のバランスを巧みにとっている」と記した。

## DVDへの評価
この映画は、2000年11月7日に、DVDとしてリリースされた。画面アスペクト比は 2.35:1 のワイドスクリーンだった。DVD評では、映像の粒状性(grain) や、画面のキズや汚れについての不満が述べられた。DVDでは、ドルビー・ステレオ2.0 サウンドが採用されていたが、音量が低すぎる、ところどころ聞き取りにくい、などと評された。このDVDは、本編以外に追加された映像が多いことでは評価された。